# Soyuz 8
Soyuz 8 (em russo Союз 8 - União 8) foi a sétima missão tripulada do programa Soyuz da URSS. Esta foi uma missão conjunta com as missões Soyuz 6 e Soyuz 7, num encontro triplo das naves e suas tripulações no espaço. A missão foi lançada em 13 de outubro de 1969 e devido a problemas com a eletrônica de acoplamento nas três naves, o planejado engate com a Soyuz 7 não foi bem sucedido.

## Tripulação
| Posição           | Cosmonauta        |
| ----------------- | ----------------- |
| Comandante        | Vladimir Shatalov |
| Engenheiro de voo | Aleksei Yeliseyev |